# Marie-Louise d'Espagne (1745-1792)
Pour les articles homonymes, voir Marie-Louise d'Espagne, Marie-Louise de Bourbon et Marie-Louise.
 (avril 2023).
Si vous disposez d'ouvrages ou d'articles de référence ou si vous connaissez des sites web de qualité traitant du thème abordé ici, merci de compléter l'article en donnant les références utiles à sa vérifiabilité et en les liant à la section « Notes et références ».
Marie-Louise d'Espagne, née à Portici le 24 novembre 1745, décédée à Vienne le 15 mai 1792, devint par son mariage en 1765 grande-duchesse de Toscane puis en 1790, après la mort de son beau-frère l'empereur Joseph II et l'accession au trône de son époux Léopold II, impératrice du Saint-Empire et reine de Germanie, de Hongrie et de Bohème.

## Famille
Cinquième fille de Charles III d'Espagne et de Marie-Amélie de Saxe, l'infante  est la petite-fille du roi Philippe V d'Espagne et Élisabeth Farnèse du côté paternel et du roi de Pologne, électeur de Saxe Auguste III et Marie-Josèphe d'Autriche du côté maternel.
Trois de ses quatre sœurs aînées sont mortes avant l'âge cinq ans. Son frère Philippe, handicapé, a été exclu de la succession au trône. Deux de ses frères cadets, Charles et Ferdinand, devinrent respectivement roi d'Espagne et roi des Deux-Siciles. En 1759, son père, roi de Naples et de Sicile, succéda à son frère le roi Ferdinand VI d'Espagne. Laissant à son cadet à Naples, il fit voile avec le reste de sa famille vers l' Espagne. La reine Marie-Amélie y mourut l'année suivante à l'age de 35 ans. Le roi refusa de se remarier.
Les Traités de 1756 ayant réconcilié les Maisons de Habsbourg et de Bourbon, des mariages entre membres des deux dynasties étant censés fortifier les liens politiques. En 1760, l'infante Marie-Isabelle de Bourbon-Parme épousa le futur empereur Joseph II qui avait refusé les filles du roi d'Espagne. Réputées pour leur charme, les archiduchesses d'Autriche n'étaient pas en reste. Bien qu'encore enfant, le petit roi de Naples, frère cadet le Marie-Louise, était un parti particulièrement convoité. Dès l'année 1760, des pourparlers le fiançait à l'archiduchesse Jeanne qui mourut en 1762 à l'âge de 12 ans. Sans attendre, l'archiduchesse Marie-Josèphe succéda à sa sœur comme fiancée au jeune roi mais elle mourut en 1767 peu avant son départ pour Naples. Comme son fiancé, elle était âgée de 16 ans. Sans attendre l'archiduchesse Marie-Caroline succéda à sa sœur et, malgré ses larmes, épousa l'année suivante le jeune roi de Naples à qui elle donna une nombreuse progéniture. A l'archiduc Charles devait revenir la Toscane et - pour ne pas froisser de nouveau le roi d'Espagne - un mariage avec une infante d'Espagne. Cependant l'archiduc prometteur mourut en 1761 à l'âge de 16 ans. C'est son cadet, l'archiduc Pierre-Léopold qui devait lui succéder et épouser une infante. Cependant, l'aînée des infantes avait 4 ans de plus que lui et un physique disgracieux. La cour de Vienne lui préféra Marie-Louise.

### Mariage et descendance
L'infante Marie-Louise d'Espagne épousa à Innsbruck le 4 août 1765 le futur Léopold II, lui-même fils de l'empereur François Ier et de l'impératrice Marie-Thérèse, reine de Hongrie et de Bohême, archiduchesse souveraine d'Autriche. L'infante, âgée de vingt ans, était de deux ans plus âgée que l'archiduc qui se réjouit de constater que son épouse était beaucoup plus jolie que ce qu'en prétendaient les rapports diplomatiques. L'empereur François Ier mourut peu après les festivités. Son fils aîné lui succéda dans l'empire et sur les terres patrimoniales tandis que Léopold, âgé de 18 ans, recevait la Toscane fondant une branche cadette de la Maison de Habsbourg-Lorraine.
À la grande joie de sa belle-mère autrichienne, la grande-duchesse de Toscane donna le jour à 16 enfants dont 12 fils et 4 filles qui, pour la plupart, survécurent à l'enfance. Contrairement aux usages de leur époque, le grand-duc et la grande-duchesse n'abandonnèrent pas l'éducation de leurs enfants à une foule de précepteurs et de serviteurs mais s'en occupèrent eux-mêmes les gardant à l'écart du cérémonial et des mondanités les laissant vivre dans une certaine simplicité. L'aîné, appelé très vite à succéder à l'Empire, sera envoyé à Vienne afin de recevoir la formation nécessaire à l'exercice de ses devoirs. C'est le cadet qui fondra la branche Toscane de la Maison impériale.
Tout en assurant la pérennité de la Maison de Habsbourg-Lorraine, la grande-duchesse Marie-Louise apprenait les mariages de ses belles-sœurs Autrichiennes avec des membres de sa Maison. En 1768, l'archiduchesse Marie-Caroline, sœur cadette de Léopold épousa le roi de Naples, frère cadet de Marie-Louise. La même année, l'archiduchesse Marie-Elisabeth ayant survécu à la variole qui lui avait ôté sa beauté, renonçait à épouser le roi Louis XV de France, veuf depuis peu. En 1769, l'archiduchesse Marie-Amélie épousait le duc de Parme. Enfin, en 1770, l'archiduchesse Marie-Antoinette épousait le dauphin de France. Ainsi les Maisons de Habsbourg-Lorraine et de Bourbon régnaient-elles sur l'Europe Catholique. Elles n'en menaient pas moins une politique anti-cléricale inspirée par la Philosophie des Lumières. En 1780 mourut l'impératrice Marie-Thérèse, admirée par l'Europe.
Le 8 janvier 1788, à l'âge de 42 ans, la grande-duchesse de Toscane mit au monde à Pise son seizième enfant. A Vienne, consacrant l'alliance austro-russe, son fils aîné épousa la princesse Élisabeth de Wurtemberg, belle-sœur du tsarévitch. A l' Escurial, son frère cadet, l'infant Gabriel d'Espagne, contracta la variole qu'il transmit à sa jeune femme qui venait d'accoucher de leur troisième enfant (le second était mort au berceau). Le jeune couple et leur nouveau-né succombèrent à la maladie en novembre 1788. Particulièrement affecté, le roi Charles III d'Espagne mourut en décembre suivant laissant le trône à son fils Charles IV. Tandis que l'Empire, allié à la Russie, affrontait l'Empire Ottoman, la révolution éclatait en France où régnait le roi Louis XVI, chef de la Maison de Bourbon et époux de l'archiduchesse Marie-Antoinette, belle-sœur de Marie-Louise que sa frivolité avait rendue impopulaire. L'empereur Joseph II mourut prématurément en 1790. Le grand-duc et la grande-duchesse de Toscane, suivis de leur nombreuse progéniture laissèrent les palais de Florence pour ceux de Vienne où ils retrouvèrent leur fils aîné, veuf à l'âge de 22 ans. Léopold ceignit la couronne impériale, remaria son fils à une de ses cousines Napolitaines, fit la paix avec la Turquie, signa la Déclaration de Pillnitz et assista à la naissance de sa petite-fille, l'archiduchesse Marie-Louise d'Autriche - future impératrice des Français ainsi prénommée en hommage à sa grand-mère - avant de mourir à son tour en mars 1792. Son fils lui succéda sous le nom de François II. Il était âgé de 24 ans. Le mois suivant, la France révolutionnaire déclarait à l'Europe, avec l'assentiment du roi Louis XVI et de la reine Marie-Antoinette qui espéraient raffermir leur trône, une guerre qui allait durer un quart de siècle. Devenue impératrice-douairière, Marie-Louise ne sera pas témoin du cataclysme révolutionnaire qui allait abattre ses proches. Elle mourut deux mois après son mari à l'âge de 46 ans.
| Nom              | Naissance         | Décès            | Mariage |
| ---------------- | ----------------- | ---------------- | --- |
| Marie-Thérèse    | 14 janvier 1767   | 7 novembre 1827  | Antoine Ier de Saxe en 1787 |
| François         | 12 février 1768   | 2 mars 1835      | Élisabeth de Wurtemberg 1788; Marie-Thérèse de Bourbon-Naples en 1790; Marie-Louise de Habsbourg-Lorraine-Este en 1808; Caroline-Auguste de Bavière en 1816 |
| Ferdinand        | 6 mai 1769        | 18 juin 1824     | Louise de Bourbon-Siciles en 1790; Marie-Ferdinande de Saxe en 1821                                                                                         |
| Marie-Anne       | 1770              | 1809             | |
| Charles-Louis    | 5 septembre 1771  | 30 avril 1847    | Henriette de Nassau-Weilbourg en 1815 |
| Léopold          | 1772              | 1795             | |
| Albert           | 1773              | 1774             | |
| Maximilien       | 1774              | 1778             | |
| Joseph-Antoine   | 9 mars 1776       | 13 janvier 1847  | Alexandra Pavlovna de Russie en 1799; Hermine d'Anhalt-Bernbourg-Schaumbourg en 1815; Marie-Dorothée de Wurtemberg en 1819                                  |
| Marie-Clémentine | 24 avril 1777     | 15 novembre 1801 | François Ier des Deux-Siciles (alors duc de Calabre) en 1797                                                                                                |
| Antoine-Victor   | 31 août 1779      | 2 avril 1835     | Grand Maître de l'ordre Teutonique |
| Marie-Amélie     | 1780              | 1798             | |
| Jean-Baptiste    | 20 janvier 1782   | 11 mai 1859      | Morganatiquement Anne Plochl en 1827 |
| Rainier          | 30 septembre 1783 | 16 janvier 1853  | Élisabeth de Savoie-Carignan en 1820 |
| Louis            | 13 décembre 1784  | 21 décembre 1864 | Morganiquement Adelaide de Gueroust |
| Rodolphe         | 8 janvier 1788    | 24 juillet 1831  | Cardinal prince-archevêque d'Olmütz |

## Galerie

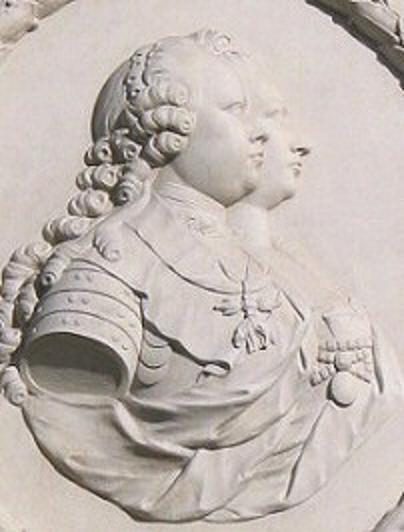
Léopold de Habsbourg-Lorraine et Marie-Louise de Bourbon-Espagne (médaillon à Innsbruck)
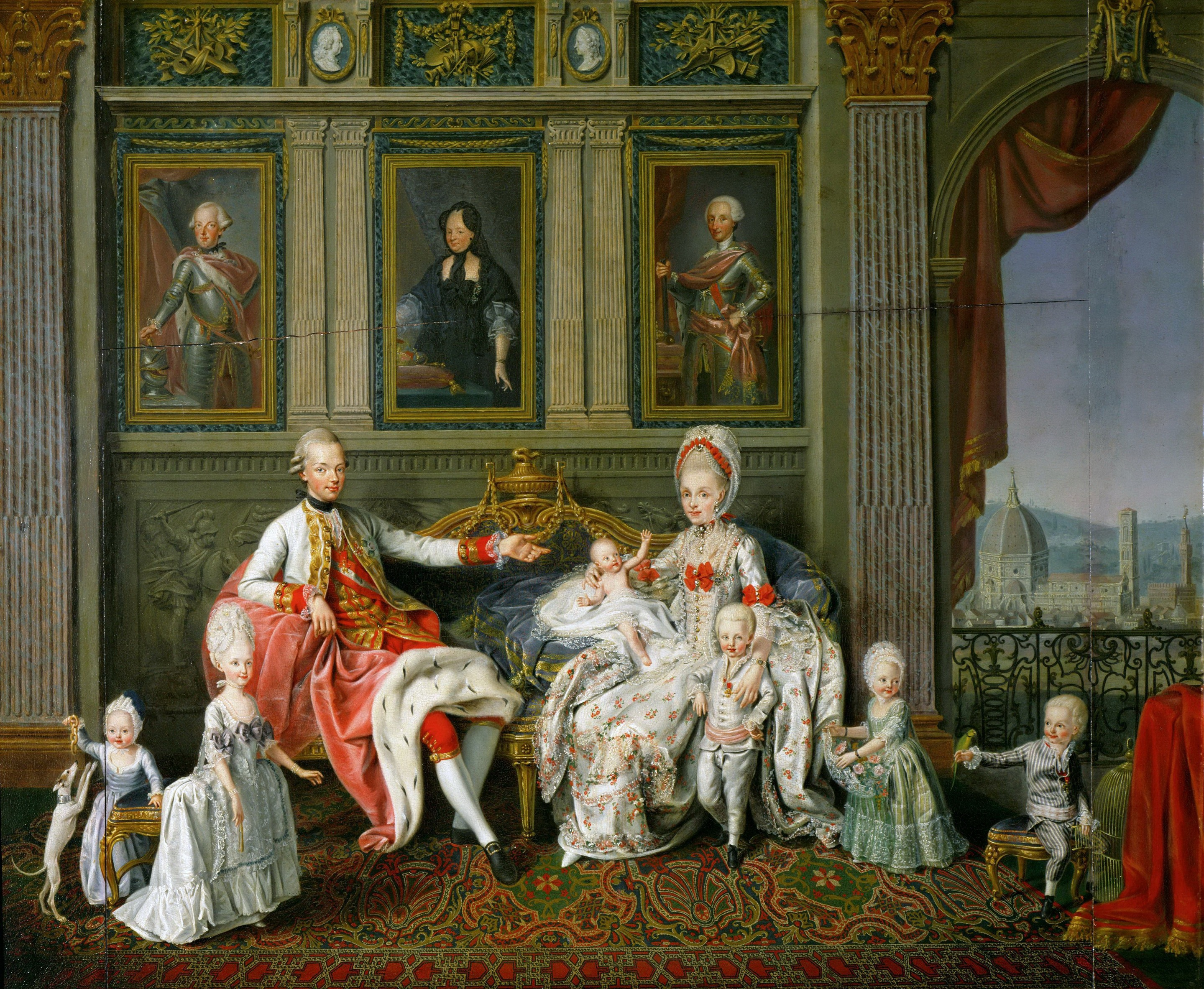
Le grand-duc et la grande-duchesse de Toscane avec leurs enfants au palazzo Pitti (Florence), peint par Wenceslas Werlin en 1773, Kunsthistorisches Museum
Le grand-duc et la grande-duchesse de Toscane avec leurs enfants au palazzo Pitti par Zoffany en 1776, Kunsthistorisches Museum
Portrait de l'infante Marie-Louise par Mengs (1765), Kunsthistorisches Museum
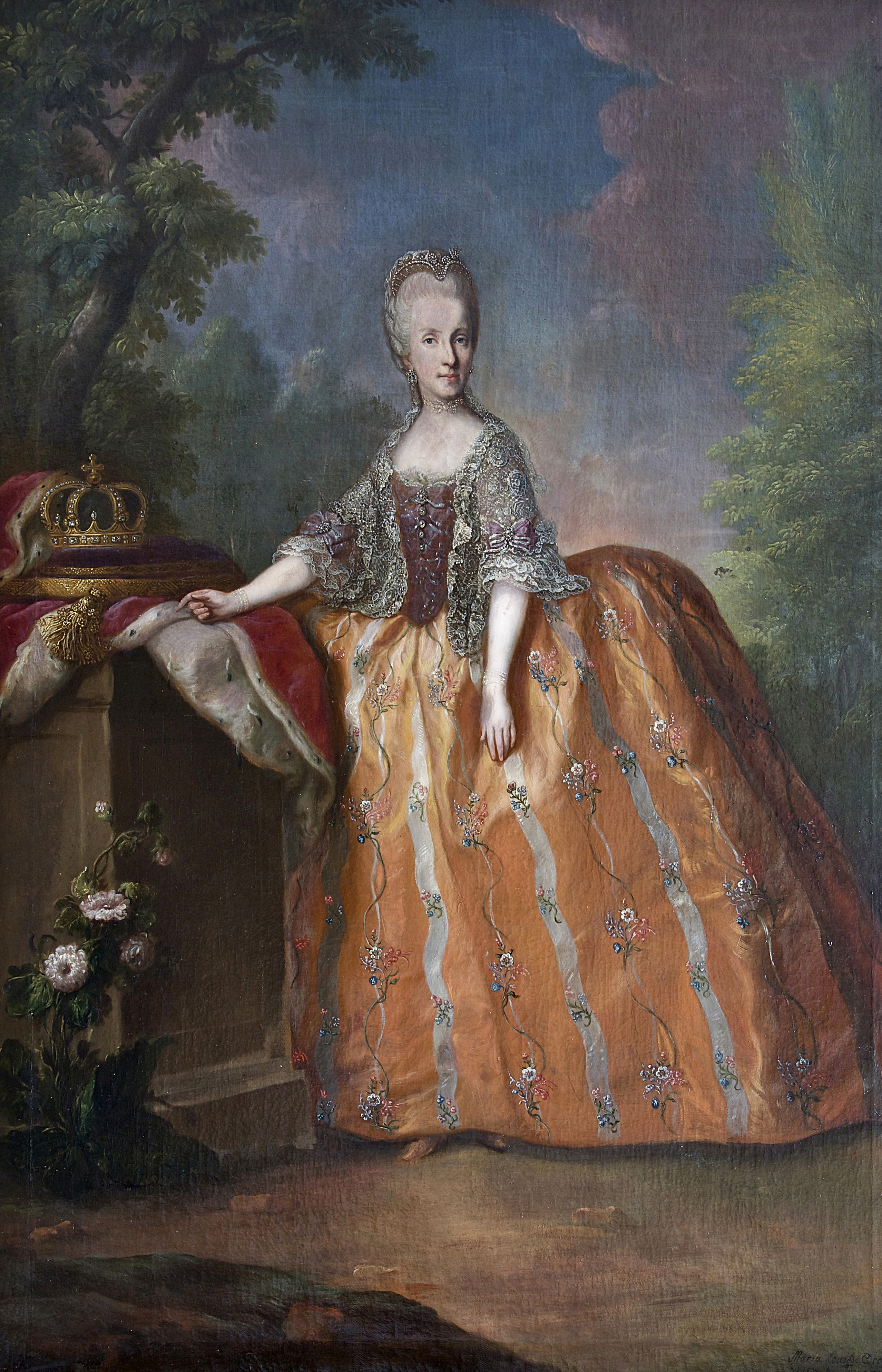
Portrait de Marie-Louis, grande-duchesse de Toscane, par Anton von Maron (atelier), ca 1770, Château de Versailles